# Bruidssuite
Bruidssuite is een moeilijk te herkennen artistiek kunstwerk in Amsterdam-West.
Godelieve Smulders leverde in 1992 een tijdelijk kunstwerk voor plaatsing in het Westerpark. Het bestond uit een scheefgeplaatst bosje wilgentakken rondom een open plek, dat de titel Landhuis meekreeg. De wilgentakken konden in de ogen van de kunstenares prima dienen voor een tijdelijk kunstwerk; ze groeien in korte tijd alle kanten op naar een uiteindelijk kunstobject (vandaar de term groeiobject). Het kunstwerk ontsnapte aan ieders aandacht, zodat het verwilderde en niet meer als kunstwerk kon worden herkend. Het Stadsdeel hield het kennelijk toch in het oog, want rond 2002 werd het besluit genomen het kunstwerk in ere te herstellen. Dat ging niet meer met het oorspronkelijke materiaal en ook het oorspronkelijk ontwerp met binnenplaats was niet meer aan de orde. Met name de kosten van onderhoud verminderden bij een nieuwe opzet. Rond een metalen kolom staat sindsdien een bos beuken zonder binnenplaats.
Het kreeg toen ook de nieuwe titel Bruidssuite, een verwijzing naar het beeld Bruidsjurk van Patchwork dat gedurende de warme seizoenen in een vijver van het park staat. 
In de Hechtelstraat in Slotervaart staat een soortgelijk groeiobject van Smulders onder de titel Komeet.